# Luc Joseph Jean Duranteau de Baune
Luc Joseph François Duranteau de Baune, né le 8 septembre 1747 à Bordeaux (Gironde), mort le 21 février 1823 à Bordeaux (Gironde), est un général français de la Révolution et de l’Empire.

## États de service
Il entre en service le 24 mars 1769, comme sous-lieutenant au régiment de Médoc, il fait la campagne de corse. Il est nommé lieutenant le 9 novembre 1772, et en 1779, il fait la campagne sur mer à bord de « l’Actif ». 
Il est nommé capitaine le 13 juin 1784, au 1er bataillon de la 129e demi-brigade d’infanterie, qu’il suit dans le comté de Nice et sur la rivière de Gênes, du début de la guerre jusqu’à l’entrée des français en Italie. En l’an II, il est blessé sur les hauteurs de Moulinet, d’un coup de feu à la cuisse.
Le 25 ventôse an IV (15 mars 1796), son unité est amalgamée à la 32e demi-brigade de bataille à l’armée d’Italie, et il se trouve le 12 brumaire an V (2 novembre 1796) au combat de San Michele. À la suite de cette affaire, il est nommé chef de bataillon le 16 brumaire an V (6 novembre 1796), il se distingue aux combats de Brenta le 11 novembre 1796, et de Caldiero le 12 novembre 1796, il est blessé d’un coup de feu à la tête lors de la bataille d’Arcole le 17 novembre 1796. Les 14 et 16 janvier 1797, il se trouve néanmoins aux batailles de Rivoli et de la Favorite, ainsi qu’aux combats de Carpenedolo le 26 janvier 1797, de Casasola le 19 mars 1797, de Tarwis le 23 mars 1797 et des gorges de Neumark le 21 août 1797, où il commande un bataillon d’éclaireurs.
Au début de l’an VI, il fait partie de l’expédition de Suisse, puis il passe dans le courant de l’année en Égypte avec l’armée d’Orient, il combat à Alexandrie le 2 juillet 1798, à Chebreiss le 13 juillet 1798, aux Pyramides le 21 juillet 1798, et il se trouve au siège du Caire le 21 octobre 1798. Il commande une des colonnes chargées de poursuivre l’émir Hadji et les Arabes jusque dans le désert. 
Le 5 messidor an VII (23 juin 1799), il est nommé adjudant-général chef de brigade par le général en chef Kléber, et le 1er vendémiaire an IX (23 septembre 1800), il est promu général de brigade provisoire par le général Menou, grade confirmé à son retour en France le 23 frimaire an X (14 décembre 1801).
Le 28 ventôse an X (19 mars 1802), il est employé à la 20e division militaire, et le 1er germinal an X (22 mars 1802), il est élu membre du Corps législatif, pour représenter la Gironde, et il est mis en non-activité en raison de ses nouvelles fonctions le 29 floréal an X (19 mai 1802). 
Il est fait chevalier de la Légion d’honneur le 4 frimaire an XII (26 novembre 1803), et commandeur de l’ordre le 25 prairial an XII (14 juin 1804). À la reprise des hostilités, il est affecté à l’armée du nord du 23 frimaire an XIV (14 décembre 1805) au 2 nivôse (23 décembre) suivant. 
Le 1er février 1806, il retourne au corps législatif, et il devient le 4 mars 1807, major-général de la 2e légion de réserve de l’intérieur à Strasbourg. Le 7 mars 1809, il passe dans la 7e division militaire, où il commande successivement les départements de la Haute-Garonne, du Tarn-et-Garonne et des Pyrénées-Orientales. Il est créé baron de l’Empire par lettres patentes le 20 mars 1812. Il est admis à la retraite le 16 novembre 1813.
Le 15 mai 1815, il est élu à la Chambre des Cent-Jours.
Il meurt à Bordeaux le 23 février 1823.

### Sources
- (en) « Generals Who Served in the French Army during the Period 1789 - 1814: Eberle to Exelmans »
- Thierry Pouliquen, « Les généraux français et étrangers ayant servis [sic] dans la Grande Armée » (consulté le 3 octobre 2013)
- « Cote LH/870/53 », base Léonore, ministère français de la Culture
- A. Lievyns, Jean Maurice Verdot, Pierre Bégat, Fastes de la Légion-d'honneur, biographie de tous les décorés accompagnée de l'histoire législative et réglementaire de l'ordre, Bureau de l’administration, 1844, 575 p. (lire en ligne), p. 230.
- « Luc Joseph Jean Duranteau de Baune », dans Adolphe Robert et Gaston Cougny, Dictionnaire des parlementaires français, Edgar Bourloton, 1889-1891 [détail de l’édition] Fiche sur Assemblée nationale